# Otata Island
Otata Island ist eine unbewohnte Insel von Neuseeland im Hauraki Gulf nahe der Ostküste der neuseeländischen Nordinsel. Die kleine, dicht bewaldete Insel ist Hauptinsel der Inselgruppe The Noises.